# Red Flavor
«Red Flavor» (кор. 빨간 맛, трансліт. Ппальґан мат, латиніз. Ppalgan mat, дос. «Червоний смак») — пісня південнокорейського жіночого гурту Red Velvet, випущена як головний сингл з їхнього першого спеціального мініальбому The Red Summer 9 липня 2017 року лейблом SM Entertainment, та розповсюджена Genie Music разом із супровідним музичним відео[⇨][⇨]. «Red Flavor», написана співавтором SME Kenzie та аранжована Денієлом Сезаром і Людвігом Лінделлом (відомими разом як Caesar & Loui), є денс-поп-піснею з синтезаторами та ударними інструментами. Пісня випромінює літню атмосферу, а текст розповідає про молоді стосунки з «фруктовим смаком»[⇨]. Японська версія пісні, адаптована автором Каору Камі, була включена до першого японського мініальбому гурту #Cookie Jar 4 липня 2018 року.
«Red Flavor» отримав позитивні відгуки музичних критиків; сингл з'явився в багатьох музичних списках та був визнаний найкращою поп-піснею на 15-й церемонії вручення премії Korean Music Awards (2018)[⇨]. У 2019 році журнал Billboard визнав її другою найкращою K-pop піснею 2010-х років[⇨]. У Південній Кореї «Red Flavor» була комерційно успішною, для Red Velvet пісня стала першим номером один у Gaon Digital Chart та, одночасно, найдовшим перебуванням у цьому ж чарті, а також п'ятою піснею, продажі якої перетнули відмітку в мільйон цифрових завантажень. Вона також посіла четверте місце в чарті Billboard World Digital Song Sales у Сполучених Штатах та стала першим синглом гурту, який увійшов до Billboard Japan Hot 100 та Billboard Philippines[⇨].
З моменту релізу Red Velvet виконували пісню «Red Flavor» у всіх своїх концертних турах. Ця пісня була одним із двох номерів (другий — «Bad Boy»), які Red Velvet виконали на концерті «Spring is Coming» у Пхеньяні, у Великому східопхеньянському театрі, серед глядачів якого був і Кім Чен Ин. Концерт проводився як акт культурної дипломатії та став частиною більш широкої дипломатичної ініціативи між Південною та Північною Кореями. Їхня поява на концерті зробила Red Velvet п'ятим ідол-гуртом, який коли-небудь виступав у Північній Кореї, та першим виконавцем із SM за п'ятнадцять років після Shinhwa[⇨]. У 2020 році Сеульський філармонічний оркестр та аранжувальник Пак Інйон створили оркестрову версію «Red Flavor»[⇨].

## Передісторія та випуск
Після випуску четвертого мініальбому Rookie у лютому 2017 року, Red Velvet у березні випустили цифровий сингл «Would U» як перший реліз другого сезону проєкту SM Station. Це перший за багато років сингл гурту в складі чотирьох учасниць, оскільки на той час Джой знімалася в її першій корейській драмі «Брехун і його коханка» (2017), де вона зіграла головну жіночу роль. 23 червня 2017 року SM Entertainment офіційно повідомлили про завершення зйомки музичного відеокліпу. Зрештою The Red Summer став другим поверненням (англ. comeback) Red Velvet протягом календарного року. 30 червня були опубліковані п'ять фотографій-тизерів у офіційних акаунтах групи в соціальних мережах. Того ж дня були оприлюднені назва мініальбому та його повний трек-лист. Офіційний цифровий реліз пісні відбувся 9 липня 2017 року, разом із The Red Summer. 31 серпня 2023 року був випущений ремікс «Red Flavor» від Mar Vista.

## Запис та композиція
«Red Flavor» продюсовали Данієл Сезар і Людвіг Лінделл (під ім'ям Caesar & Loui), які до цього вже працювали з кількома південнокорейськими артистами. В інтерв'ю Tone Glow дует розповів, що спочатку пісня була написана для британського жіночого гурту Little Mix та мала назву «Dance With Nobody». Вирішивши, що твір також підійде для K-pop ринку, вони записали демо з вокалом Ільви Дімберг, чий голос звучить в передприспіві фінальної версії, але як бек-вокал. Крім того, під час вступу та приспіву пісні звучить низький бек-вокал.
У музичному плані Тамар Герман з Billboard охарактеризувала «Red Flavor» як електропоп-пісню з «драматичними синтезаторами та ударною мелодією». Сингл створений у тональності ля мажор із темпом 125 ударів на хвилину. Хван Сoноп з IZM зазначив «чуттєву композицію басової партії або синтезатора». Крім того, Чейз МакМаллен з The 405 зазначив, що пісня містить «хлопаючий грув». Корейський текст, написаний давнім автором пісень SM Kenzie, а також Сезаром і Лінделлом, зосереджений на темі «літнього кохання з фруктовим смаком». Японська версія пісні вперше була виконана на першому шоукейсі Red Velvet в Японії 6 листопада 2017 року, а пізніше включена до першого японського мініальбому гурту #Cookie Jar (2018). Текст цієї версії написав Каору Камі.

## Критика
Після виходу «Red Flavor» отримав позитивні відгуки музичних критиків. Тамар Герман з журналу Billboard назвала трек «динамічним у своєму насиченому, але не надто потужному виконанні» і дійшла висновку, що він «безсумнівно стане одним із найбільш захопливих літніх K-pop-треків». Джефф Бенджамін із Fuse описав пісню як «суперпростий поп, який легко проковтнути», віддаючи належне «весело-співливій мелодії», яку він назвав однією з найдоступніших мелодій Red Velvet. Чейз Макмаллен із The 405 назвав пісню «легким поп-ковзанням», тоді як Лі Ґісон із журналу IZM похвалив унікальне продюсування пісні та вокал гурту. Честер Чін із The Star назвав пісню «відвертим літнім джемом» і додав, що вона «невблаганно приваблива». Тейлор Глесбі з Dazed прокоментувала, що пісню «не слід розглядати як просто химерний згусток», та зазначила: «вона складна та лякаюча, і те, що на перший погляд вона здається такою безпосередньою та впізнаваною, просто символізує її велич». Відзначивши потужний приспів Глесбі заявила, що пісня «повністю завоювала літо».
У листопаді 2017 журнал GQ Korea назвав «Red Flavor» піснею року. У грудні IZM включив пісню до своїх «10 найкращих синглів року». Dazed помістив пісню на друге місце у своєму списку «20 найкращих K-pop пісень 2017 року». Сингл потрапив у «20 найкращих K-pop пісень 2017 року» за версією Billboard під номером чотири, а Джефф Бенджамін похвалив його підбадьорливу, захопливу, чудову баблгам-мелодію. Пізніше журнал включив «Red Flavor» у свій список «100 найкращих K-pop пісень 2010-х років» під другим номером, назвавши її «беззаперечним хітом з першого дня, який залишається любимим фанатами по всьому світу». Окрім того, пісня потрапила до домашнього (корейського) списку «100 найкращих пісень 2010-х років» за версією Melon, опинившись на 29 місці (9 серед творів K-pop-ідолів). У своїх списках найкращих пісень Red Velvet Billboard і NME помістили «Red Flavor» на 1 та 4 місця відповідно. В свою чергу у власних списках найкращих K-pop творів усіх часів Melon та Rolling Stone поставили «Red Flavor» на 20 та 13 місця відповідно, причому останнє видання високо оцінило продюсування пісні та назвало її втіленням «літніх розваг, пригод і романтики».
| Публікація    | Список                                               | Місце        | Прим.  |
| ------------- | ---------------------------------------------------- | ------------ | ------ |
| «Білборд»     | Найкращі K-pop-пісні 2017 року: вибір критиків       | 4            | [ 25 ] |
| «Білборд»     | 100 найкращих K-pop-пісень 2010-х років              | 2            | [ 26 ] |
| The Daily Dot | Найкращі K-pop-пісні 2017 року                       | Не зазначено | [ 31 ] |
| Dazed         | 20 найкращих K-pop-пісень 2017 року                  | 2            | [ 22 ] |
| GQ Korea      | GQ Awards                                            | Не зазначено | [ 24 ] |
| IZM           | 10 найкращих пісень 2017 року                        | Не зазначено | [ 23 ] |
| Melon         | 100 найкращих K-pop-пісень усіх часів                | 20           | [ 32 ] |
| Music Y       | 10 найкращих пісень 2017 року                        | 1            | [ 33 ] |
| Rolling Stone | 100 найкращих пісень в історії корейської поп-музики | 13           | [ 30 ] |
| SBS PopAsia   | 7 найкращих K-pop-пісень 2017 року                   | Не зазначено | [ 34 ] |
| Weiv          | Найкращі пісні 2017 року                             | Не зазначено | [ 35 ] |

## Нагороди
Red Velvet отримали першу нагороду за «Red Flavor» на музичному шоу Show Champion 20 липня 2017 року, а до кінця місяця отримали загалом п'ять нагород. У 2018 році сингл був номінований в категорії «Пісня року — липень 2017» на 7-й церемонії вручення нагороди Gaon Chart Music Awards, але програв «Ko Ko Bop» від Exo. Пісня, однак, перемогла в категорії «Найкраща цифрова пісня» на 32-й церемонії вручення премії Golden Disc Awards, це друга перемога твору Red Velvet у цій категорії після «Ice Cream Cake» у 2016 році. «Red Flavor» принесла Red Velvet першу нагороду Korean Music Awards в категорії «Найкраща поп-пісня». Пісня також була номінована в категорії «Пісня року» на церемонії Mnet Asian Music Awards 2017 року, але програла «Signal» від Twice.
| Рік  | Організація             | Нагорода                                     | Результат | Прим.  |
| ---- | ----------------------- | -------------------------------------------- | --------- | ------ |
| 2017 | Melon Music Awards      | Найкращий танець — жіночий                   | Номінація | [ 41 ] |
| 2017 | Mnet Asian Music Awards | Найкращий танцювальний виступ — жіночий гурт | Номінація | [ 42 ] |
| 2017 | Mnet Asian Music Awards | Пісня року                                   | Номінація | [ 42 ] |
| 2018 | Golden Disc Awards      | Цифровий Понсан                              | Перемога  | [ 38 ] |
| 2018 | Golden Disc Awards      | Цифровий Понсан                              | Номінація | [ 38 ] |
| 2018 | Korean Music Awards     | Найкраща поп-пісня                           | Перемога  | [ 43 ] |
| 2018 | Korean Music Awards     | Пісня року                                   | Номінація | [ 43 ] |
| 2018 | Gaon Chart Music Awards | Пісня року (липень 2017)                     | Номінація | [ 37 ] |

| Програма         | Дата          | Прим.  |
| ---------------- | ------------- | ------ |
| Show Champion    | 19 липня 2017 | [ 44 ] |
| M Countdown      | 20 липня 2017 | [ 45 ] |
| Music Bank       | 21 липня 2017 | [ 46 ] |
| Show! Music Core | 22 липня 2017 | [ 47 ] |
| Inkigayo         | 23 липня 2017 | [ 48 ] |

## Комерційний успіх
Протягом перших 24 годин після виходу «Red Flavor» очолив сім південнокорейських цифрових чартів. На третьому тижні липня 2017 року пісня дебютувала на вершині Gaon Digital Chart, протримавшись там один тиждень, та забезпечивши Red Velvet перший номер один у цьому чарті з моменту їх дебюту в серпні 2014 року. З цією піснею гурт вдруге очолив Gaon Download Chart із 291 643 проданими цифровими завантаженнями, встановивши власний рекорд продажів за перший тиждень. Окрім того, протягом чотирьох тижнів поспіль пісня утримувалася на другому місці в Gaon Streaming Chart. Після появи на 20 місці в щорічному хіт-параді Gaon Digital Chart за 2017 рік, «Red Flavor» став найдовшим записом Red Velvet у цьому чарті на сьогоднішній день, провівши загалом 64 тижні поспіль у Топ-100, при цьому опинившись протягом 16 тижнів у нижній половині нового Топ-200 у вересні 2019 року. Пісня також дебютувала на другому місці в Billboard K-pop Hot 100, ставши першим записом Red Velvet у п'ятірці найпопулярніших. Станом на вересень 2018 року було продано понад 2 500 000 цифрових завантажень «Red Flavor» у Південній Кореї, що зробило його п'ятим синглом гурту, розпроданим мільйонним тиражем, та наразі найбільш продаваним синглом. Gaon повідомив, що ця пісня набрала понад 100 мільйонів прослуховувань, ставши таким чином другою піснею Red Velvet, яка досягла цього рубіжу після «Russian Roulette» (2016). У 2018 році «Red Flavor» знову з'явився в щорічному хіт-параді Gaon Digital Chart (цього разу на 58 місці), у якому опинилася найбільша кількість творів гурту на кінець року: всього чотири пісні, включаючи «Bad Boy» на 26 місці.
Крім того, пісня дебютувала на четвертому місці в американському чарті Billboard World Digital Song Sales, ставши третім твором Red Velvet, який досяг даної позиції, після «Happiness» (2014) та «Rookie» (2017). Крім того, корейська версія пісні дебютувала на 24 і 25 місцях у хіт-парадах Billboard Philippine Hot 100 та Billboard Japan Hot 100 відповідно, ставши першим записом та, одночасно, найвищим на сьогодні піком Red Velvet у японському чарті.

## Музичне відео

### Історія

Кадр з музичного відео

7 липня на офіційному каналі SM Town було завантажено 19-секундний тизер музичного відео «Red Flavor», а офіційний відеокліп було опубліковано через два дні — 9 липня 2017 року, одночасно з виходом The Red Summer. Хореографію поставив Кайл Ханаґамі, який раніше працював з гуртом над синглами «Be Natural» (2014), «Ice Cream Cake» (2015) і «Russian Roulette» (2016), а режисером кліпу виступив Сон Чанвон. Учасниця Джой пригадувала, як зустріла засновника SM Entertainment Лі Сумана на вечері в SM Town, який розповів їй, що брав активну участь у створенні пісні, включаючи текст, мелодію, ритм і навіть хореографію.

### Сюжет та критика
Музичне відео, наповнене фруктами, має барвисту літню атмосферу, де учасниці співають про літнє кохання. В кліпі показані різні сцени, в яких Red Velvet беруть інтерв'ю у фруктів, і з'являються на маленькому екрані, висловлюючи щось мовою жестів. У відео зображені люди, які «закохалися» в яскраві та насичені кольори, фрукти та напої, усе відбувається під живі поп-біти. Пісня відрізняється яскравими танцювальними рухами, що нагадують чирлідінг. Після виходу музичного відео письменниця Тамар Герман із Billboard описала його як «те, що викликає смак свіжих фруктів, цукерок, морозива та коктейлів», а також похвалила його за «яскраву сезонну романтичну» картину. Музичне відео було включено до списку найкращих музичних кліпів 2017 року за версією Idology. Також воно увійшло до десятки найпопулярніших музичних кліпів Кореї на YouTube у 2017 році. 10 вересня 2018 року музичне відео на цю пісню досягло 100 мільйонів переглядів на YouTube, а станом на квітень 2024 року воно має 204 мільйони переглядів.

## Концертні виступи
За день до офіційного виходу «Red Flavor», Red Velvet вперше виконали пісню наживо на концерті SMTOWN у Сеулі. 9 липня 2017 року, через кілька годин після релізу, гурт провів концерт на музичному шоу Inkigayo, де виконав сингл та бі-сайд «You Better Know». Після цього Red Velvet виступили на The Show, M Countdown, Music Bank і Show Champion, у останньому дівчата отримали першу нагороду за «Red Flavor». Окрім того, Red Velvet виконали пісню під час свого першого сольного туру Red Room у серпні 2017 року. Це перша пісня Red Velvet, записана та виконана японською мовою. Вона стала дебютним виступом гурту під час шоукейсу в Японії 6 листопада 2017 року, а пізніше її виконали під час японського етапу щорічного світового туру SMTOWN Live. На церемонії вручення премії Mnet Asian Music Awards 2017 року Red Velvet виконали ремікс-версії пісень «Peek-a-Boo» та «Red Flavor». Ще один ремікс містить «гімновий» EDM-брейкдаун після фінального приспіву.
1 квітня 2018 року, під час концерту під назвою «Spring is Coming», проведеного як частина широкої дипломатичної ініціативи між Південною Кореєю та Північною Кореєю, Red Velvet виконали «Red Flavor» разом із іншою своєю піснею «Bad Boy» у Пхеньяні в Східопхеньянському Великому театрі, серед глядачів концерту був і лідер КНДР Кім Чен Ин. Це зробило їх п'ятим ідол-гуртом, який коли-небудь виступав в Північній Кореї, та першим артистом SM Entertainment за п'ятнадцять років після Shinhwa.

## Учасники запису
З буклетів The Red Summer та #CookieJar:
Студія
- Записано та змонтовано в SM LVYIN Studio
- Записано в doobdoob Studio
- Записано, змонтовано та зведено в SM Blue Cup Studio
- Мастеринг у Sterling Sound

Учасники
- Red Velvet (Айрін, Сильґі, Венді, Джой, Єрі) — вокал, бек-вокал
- Kenzie — автор корейського тексту, вокальна режисура
- Каору Камі — автор японського тексту
- Денієл Сезар — композиція, аранжування
- Людвіг Лінделл — композиція, аранжування
- Ільва Дімберг — бек-вокал
- Лі Джіхон — звукорежисура, цифровий монтаж
- Ан Чанкю — звукорежисура
- Чон Ийсок — звукорежисура, цифровий монтаж, зведення
- Кріс Герінгер — мастеринг

## Чарти

### Тижневі чарти
| Чарт (2017)                         | Пікова позиція |
| ----------------------------------- | -------------- |
| Японія (Japan Hot 100)              | 25             |
| Філіппіни (Philippine Hot 100)      | 24             |
| Південна Корея (Gaon)               | 1              |
| Південна Корея (K-pop Hot 100)      | 2              |
| США World Digital Songs (Billboard) | 4              |

### Місячні чарти
| Чарт (липень 2017)    | Позиція |
| --------------------- | ------- |
| Південна Корея (Gaon) | 2       |

### Річні чарти
| Чарт (2017)           | Позиція |
| --------------------- | ------- |
| Південна Корея (Gaon) | 20      |

| Чарт (2018)           | Позиція |
| --------------------- | ------- |
| Південна Корея (Gaon) | 58      |

## Історія виходу
| Регіон | Дата           | Формат(и)                                 | Версія           | Лейбл     | Прим.  |
| ------ | -------------- | ----------------------------------------- | ---------------- | --------- | ------ |
| Різні  | 9 липня 2017   | Цифрове завантаження потокове мультимедіа | Корейська        | SM Genie  | [ 93 ] |
| Різні  | 4 липня 2018   | Цифрове завантаження потокове мультимедіа | Японська         | SM Avex   | [ 94 ] |
| Різні  | 31 серпня 2023 | Цифрове завантаження потокове мультимедіа | Ремікс Mar Vista | SM ScreaM | [ 9 ]  |

## Оркестрова версія
«Red Flavor (Оркестрова версія)» — оркестрова пісня Сеульського філармонічного оркестру та аранжувальника Пак Інйона. SM Entertainment розпочала співпрацю з оркестром, створивши новий дочірній лейбл класичної музики SM Classics. У музичному відео оркестрової версії «Red Flavor» 44 музиканти під керівництвом Девіда Лі виконують пісню.

### Список треків
- Цифрове завантаження / стримінг[97]

1. «Red Flavor (Оркестрова версія)» — 3:21

### Учасники запису
Джерело: Melon та Tidal.
Студія
- Записано в Seoul Philharmonic Orchestra Rehearsal Room
- Записано в Brickwall Sound
- Зведено в SM Concert Hall Studio
- Мастеринг у 821 Sound

Учасники
- Ю Йонджін — музичний супервайзер
- Пак Інйон — звукорежисура, фоновий інструментал
- Девід Лі — диригент
- Сеульський філармонічний оркестр — виконувач
- Мун Чондже — клавішні інструменти
- Хван Хьон — фоновий інструментал
- Лі Чонхан — фоновий інструментал
- Monkey Media Group — звукорежисура
- Кан Хьомін — звукорежисура
- Мун Іро — асистент звукорежисера
- Нам Кунджін — зведення
- Квон Наму — мастеринг

### Історія виходу
| Регіон | Дата          | Формат(и)                     | Лейбл(и)   | Прим.  |
| ------ | ------------- | ----------------------------- | ---------- | ------ |
| Різні  | 17 липня 2020 | Цифрове завантаження стримінг | SM Dreamus | [ 98 ] |